# 高野モニカ
高野 モニカ（1980年10月8日 - ）は、日本の女優。本名は高野萌丹花（読みは同じ）。

## 略歴
- 1995年7月、東京パフォーマンスドール（TPD）に第6期研修生として入団。仲間由紀恵と同期。
- 1995年8月、ダンスサミットデビュー（アートスフィア）。
- 1995年10月、第2期TPDのフロントメンバーに選ばれる。
- 1997年2月、東京パフォーマンスドールを退団。

TPD第6期研修生で入団したモニカは、1995年夏のアートスフィアの前座の前座で阿波踊りを観客に教えていた。しかし、第2期TPDのフロントメンバーに選ばれるとは思わなかった。
第2期TPDでは関のいたポジションに座った。

1997年1月に「アイドルオンステージ」で雅、荘埜とともにボーカルを担当するようになったものの、2月にTPDを退団した。

## 人物
- 特技は空手、ヌンチャク。
- 武崇舘 空手2年（和田博幸館長に師事）
- マーシャルアーツ2年（チャーリー木村に師事）
- アクション・殺陣（旧JACの神成英樹・上条公太郎に師事）

## 映画
- 「パイルドライバー」ローズ役　監督：石川均（2006）
- 「美しき女豹 BODY SNIPER」 監督：服部光則（2010）
- 「ノースポンサード」全国商店街応援ムービー 監督：北條俊正（2010）

## テレビ
- 所さんのただものではない　レギュラー
- とんねるずの生でダラダラいかせて!!（セクシー小学生優勝）
- アイドルONステージ　レギュラー
- 学校へ行こう NTV
- 「ドラゴン桜」教師役

## CM
- カシオ電子手帳 TVCM
- ファンケル化粧品 TVCM
- リプトンレモンTEA TVCM
- シャンプー「ティセラ」 TVCM

## 舞台
- ミュージカル「キンネテレのさざなみ」
- 「夢をかなえるゾウ」
- 「エグジスタンス〜episode0〜」

## その他
- プチセブン/セブンティーン コーナーモデル
- PV「大陸美女伝」
- 藤商事パチンコ台「CR暴れん坊将軍3」姫役
- ゴルフダイジェスト誌 2006年ビューティークィーン
- 京都TV歌番組 ギザスタジオ主催 出演
- モーターショー名古屋 BMWメインモデル